# Jacques-Élie Lamblardie
Pour les autres membres de la famille, voir Lamblardie.
Jacques-Élie Lamblardie ou de Lamblardie, né le 2 novembre 1747 à Loches et mort le 26 novembre 1797 à Paris, est un ingénieur français, premier directeur de l'École polytechnique, dont il est l'un des quatre fondateurs en 1794.
Il œuvre sur les travaux maritimes dans les ports de Dieppe, du Tréport et du Havre. Il en conçoit les agrandissements, les systèmes de jetées, d'écluses et les nouveaux bassins. Il convainc sur place Louis XVI de l'utilité des travaux du Havre, et les met en œuvre. Il préconise aussi, mais sans succès, l'implantation d'Antifer pour un grand port qui serait accessible en permanence pour de grands vaisseaux. 
Directeur de l'École des ponts et chaussées, Lamblardie doit faire face à une pénurie d'élèves suffisamment formés : il conçoit l'idée d'une école préparatoire à l'ensemble des corps d'ingénieurs.
La Convention nationale décrète alors la création de l'École centrale des travaux publics que Lamblardie met en œuvre, en étant soutenu par Monge, Carnot et Prieur. Il est le premier directeur de cette nouvelle École qui, peu après, est renommée « École polytechnique ».

## Biographie

### Études
Jacques (ou Jacques-Élie) Lamblardie est né à Loches le 2 novembre 1747, et baptisé le même jour. Il est le troisième des huit enfants de Pierre-Elie Lamblardie, maître chirurgien de l'Hôtel-Dieu de Loches, et de Marie Cattrou,. 
Il fait ses études au collège des Barnabites de Loches, puis est boursier au collège Sainte-Barbe à Paris.
Son frère aîné Pierre-Christophe de Lamblardie (futur aumônier du roi de Hollande) l'attire à Paris et le destine à devenir prêtre, selon le désir de leurs parents ; mais Jacques-Élie s'intéresse plus aux mathématiques, et la rencontre de Perronet, alors directeur de l'École des ponts et chaussées, lui permet de suivre la voie qu'il désirait en intégrant cette école.

### Ingénieur hydrographe
Après cinq ans d'études, Lamblardie est sous-ingénieur des ponts et chaussées sur les côtes de Normandie. Il y est affecté à Dieppe et au Tréport, sous la responsabilité de Cessart,.

### Le nouveau port de Dieppe
Lamblardie étudie les méthodes de Labelye et Voglie, pour réaliser l'écluse du nouveau port de Dieppe. Il étudie la possibilité de jetées conçues pour préserver les ports des alluvions, avec un système d'écluses de chasse flottantes, pouvant être ancrées à marée haute aux endroits d'où on veut retirer les galets,. En 1778, il affronte une polémique : un capitaine critique ses projets et l'accuse de manquer de probité ; Lamblardie obtient justice et vingt-deux des vingt-trois capitaines approuvent ses projets relatifs au nouveau port. La première partie des travaux est terminée et fêtée en avril 1779 ; elle est suivie de plusieurs perfectionnements. Lamblardie est récompensé et reçoit la responsabilité du port du Havre.
Il épouse en 1780 à Fécamp Hélène-Marguerite Bérigny (1756-1841), fille de l'armateur de Fécamp Jean Bérigny (mort en 1793) et de Suzanne-Hélène-Marguerite Maze ; son épouse est aussi la cousine germaine de l'ingénieur et député Charles Bérigny. Le couple a ensuite un fils et quatre filles.

### Mémoire sur les côtes, projet d'Antifer

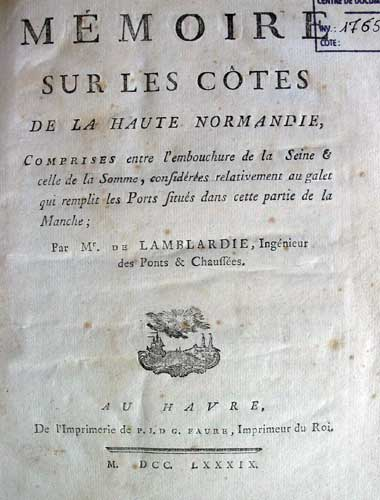
Mémoire sur les Côtes de la haute Normandie, édition de 1789.

Il publie à Dieppe le Mémoire sur les côtes de la haute Normandie comprises entre l'embouchure de la Seine et celle de la Somme, considérées relativement au galet qui remplit les ports situés dans cette partie de la Manche. Ce rapport est présenté à l'Académie des sciences le 20 novembre 1782, et publié aux frais de la Couronne, par l'Imprimerie royale ; Lamblardie y présente l'hydrographie régionale, le problème d'érosion des falaises, la formation des galets, leur circulation, les moyens d'y remédier. Il préconise Étretat et Antifer comme emplacements possibles pour un nouveau port, avec Antifer comme implantation pouvant abriter vingt vaisseaux de ligne, qui pourraient y accéder presque tout le temps,. Il suggère aussi la création d'un canal entre Le Havre et Rouen,.

### Agrandissement du port du Havre
Responsable du Havre à partir de 1783, Lamblardie y conçoit plusieurs nouveaux bassins, des écluses de chasse, des ponts. Avant d'accepter le coût des travaux, Louis XVI veut en vérifier le bien-fondé et vient sur place en 1786 ; convaincu, il approuve et encourage les ingénieurs ; les travaux débutent en 1787.

### Autres recherches
Lamblardie étudie aussi les moyens d'améliorer l'estuaire de la Seine.
Il s'intéresse aussi à la recherche expérimentale. Il réfléchit au moyen de tester les pièces de charpente chargées parallèlement à leur axe avec un levier à pivot mobile. Peu avant la fin de son activité en Normandie, il fait construire un banc de flexion d'une capacité de 100 tonnes, mais doit confier à son successeur à ce poste, Pierre Simon Girard, la tâche de réaliser les expériences elles-mêmes (1793).
Nommé ensuite ingénieur en chef de la Somme, il y étudie particulièrement la géologie.

### Directeur de l'École des ponts et chaussées
Perronet le fait nommer inspecteur général des Ponts et chaussées, pour pouvoir le prendre comme adjoint et en faire son successeur. Lamblardie devient ainsi le directeur de l'École des ponts et chaussées en 1794.
Le pays est alors en pleine révolution ; pendant la Terreur, Lamblardie manifeste sa désapprobation des excès, et Fouquier-Tinville veut le mettre en accusation ; mais Robespierre s'y oppose, la « République ayant besoin de savants ».

### Fondation de l'École polytechnique

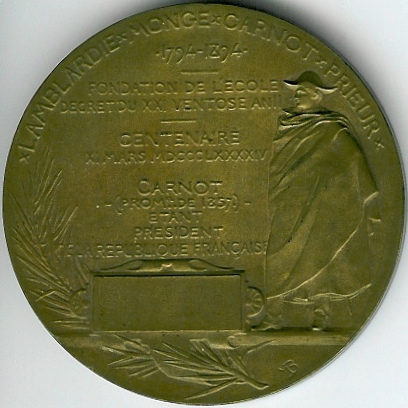
Médaille du centenaire de Polytechnique, avec les noms des quatre fondateurs : Lamblardie, Monge, Carnot, Prieur.

Lamblardie, devant faire face à la pénurie d'étudiants correctement préparés, a l'idée de créer une école préparatoire pour les ponts et chaussées et pour tous les corps d'ingénieurs. Membre de la Commission des Travaux publics, il en parle à Monge, qui en fait adopter l'idée par le Comité des savants. 
La Convention décrète en mars 1794 (ventôse an II) la création de l'École centrale des Travaux publics, qui devient l'École polytechnique en 1795 (loi du 15 fructidor an III). 
Lamblardie organise l'École avec Gaspard Monge ; il est soutenu par Lazare Carnot et Prieur de la Côte d'Or. Il est le premier directeur de l'École, et s'efforce de recruter les professeurs les plus éminents.
Avant de mourir à Paris en 1797, il demande à son adjoint et ami Joseph Mathieu Sganzin de veiller sur sa femme, son fils et ses filles. Son fils, Antoine-Élie Lamblardie, entre peu après à Polytechnique, en 1799, grâce à une dérogation car il n'a que quinze ans ; il est ensuite devenu inspecteur général des ponts et chaussées et des travaux maritimes, il épousa Louise Sévène, fille de Louis Marie Mathieu Sévène, avocat au parlement de Bretagne, et de Rose Jeanne Renée Pothier de La Germondaye, fille du jurisconsulte Henri François Potier de La Germondaye.
- D'où descendance, qui suit :
  - Louise Hélène Joséphine Lamblardie, qui épouse le financier bordelais Pierre Debans (1795-1866).
    - Marie Hélène Debans, qui épouse Edmond Victor-Lefranc, magistrat, chef de cabinet, fils du ministre Victor Lefranc.

## Ouvrages
- Theses mathematicas demonstrabit Joannes Baptista Franciscus Guichard... exercitationem aperiet..., Jacobus Elias Lamblardie, thèse, 1766, Paris, impr. J. Barbou.
- Mémoire sur les côtes de la Haute Normandie comprises entre l'embouchure de la Seine et celle de la Somme considérées relativement au galet qui remplit les ports situés dans cette partie de la Manche, par M. de Lamblardie, Imprimerie royale, 1782 ; rééd. Le Havre, impr. Faure, 1789 ; rééd. Rouen, Société pour la défense des intérêts de la vallée de la Seine, Lapierre, 1884 ; rééd. dans le Bulletin de la Société géologique de Normandie, t. 28, 1908.
- Collection de Mémoires et de Plans relatifs au Port de Dieppe, Rouen, Louis Oursel, 1790, 2 parties en un volume in-4°.
- Cours d'architecture hydraulique, s.d. [1794].
- « Architecture », Journal polytechnique, 1, an III [1795], p. 15-36.
- Vues économiques et géologiques relatives à la vallée de la Somme, dans le Journal des Mines, an IV [1796], I, numéro 15, p. 31 et suivantes.

## Hommages
- Rue Lamblardie, à Paris 12e.
- Quai Lamblardie et Pont Lamblardie, au Havre.
- École Lamblardie et rue Lamblardie, à Loches.

## Sources bibliographiques
- Joseph Mathieu Sganzin, « Notice historique sur Jacques Élie Lamblardie », dans La Décade philosophique, s.l.n.d (vers 1798).
- Gaspard de Prony, « Notice historique sur la vie et les ouvrages de Jacques-Élie Lamblardie », dans Journal de l'École polytechnique, 5e cahier, Paris, prairial an VI (1798) ; éditée à part, Paris, an XII (1804).
- « Lamblardie (Jacques-Elie-François) », dans Pierre Larousse, Grand dictionnaire universel du XIXe siècle, t. 10, Paris, Larousse, Administration du grand dictionnaire universel, 1873 (lire en ligne), p. 110.
- François Filon, « L'ingénieur Lamblardie, successeur de Perronet à l'École des ponts et chaussées et fondateur, avec Monge, de l'École des travaux publics (École polytechnique) », dans la Revue de géographie  (ISSN 1967-4333), tome XLI, juillet à décembre 1894, p. 116-127 [Lire en ligne sous Gallica, première partie], p. 172-185 [Lire en ligne, deuxième partie] et p. 245-255 [Lire en ligne, troisième partie].
- « Jacques-Élie Lamblardie », dans Louis-Gabriel Michaud, Biographie universelle ancienne et moderne : histoire par ordre alphabétique de la vie publique et privée de tous les hommes avec la collaboration de plus de 300 savants et littérateurs français ou étrangers, 2e édition, 1843-1865 [détail de l’édition] [Lire en ligne sous Gallica].
- Jacques Lagardère, J.É. Lamblardie, 1989. (Texte inédit.)
- H. Poupée, « Lamblardie (Jacques-Élie) » dans Dictionnaire de biographie française, vol. 19, Paris, 2001 [détail des éditions] , col. 539-541.
- Prosper Levot, « Lamblardie (Jacques-Élie) », dans Ferdinand Hoefer, Nouvelle Biographie générale, vol. 29, Paris, Firmin Didot, 1859, pages colonnes 170-172 [lire en ligne].
- Jean-Pierre Callot, Histoire de l'École polytechnique, Stock, 1975.
- Raymond Lindon, « Lamblardie et les galets d'Étretat », dans La Jaune et la Rouge, novembre-décembre 1975.
- Ernest Hat, Histoire de la ville de Loches, Tours, 1872.
- Notice de l’exposition “Figures de Lochois, Loches, septembre 2005”, Mairie de Loches.
- Dictionnaire des inventeurs et des inventions.
- Gérard Leterc (préf. Gérard Hurpin), Des pionniers pour un monde meilleur : la route et les hommes en Seine-Maritime au XVIIIe siècle, Elbeuf, 1991, 314 p. (ISBN 2-9505203-0-8), p. 245-247